# Zoltán Gábor
Zoltán Gábor (Budapest, 1960. március 15. –) magyar rendező, szerkesztő, író. Születése óta a Városmajor lakója. Évek óta kutatja lakóhelye nyilas, 1944/1945 kori történetét. Kutató munkája eredményeképpen született nagy sikerű regénye, az Orgia (2016).

## Életút
Gimnazistaként néhány novelláját megjelenésre elfogadták. Orvosnak készült, ismerősei javaslatára, Színművészeti Főiskolára is jelentkezett. Vámos László tanítványaként, színház-rendező szakon végzett. Kőszínházi keretek között csak két szezonban tevékenykedett. Ezt követően alternatív társulatokkal dolgozott, majd a Magyar Rádió külső, később belső munkatársa lett. Sok tucatnyi hangjáték, irodalmi műsor szerkesztője, rendezője volt. 2011-ben az irodalmi műhely leépítésével, státuszát megszüntették. Másfél évtized után kezdett ismét írni. Első kötete 1997-ben jelent meg.

## Rendezéseiből

### Színház
A Színházi adattárban regisztrált bemutatóinak száma: 7..
- Pinter: Enyhe fájdalom (1982)
- Popescu Dumitru Radu: Az álom vagy hölgyválasz (1983)
- Guy Foissy: Családi háromszög (1983)
- Mosonyi Aliz: A bűvös fuvola (1983)
- Gádor Béla: Lyuk az életrajzon
- Kárpáti Péter: Cinőber (1985)
- Franz Schönthan - Paul Schönthan - Molnár Gál Péter: A szabin nő elrablása (1985)

### Hangjáték
- Michal Viewegh: Varázsos évek pórázon (1997)
- Závada Pál: Jadviga párnája (1997)
- Hamvas Béla: Olbrim Joachim csodálatos utazása (1999 - szerkesztő. A darabot Bognár Mónika rendezte)
- Csaplár Vilmos: Az igazságos Kádár János (2006)
- Pásztor Béla: Liliomos könyv (2006)
- Spiró György: Elsötétítés (2009)
- Sofi Oksanen: Tisztogatás (2010)
- Ménes Attila: Jezsek természete (2011)
- Márton László:
  - Kutyuska (2011)
  - A kaméleon (2011)
- Vörös István: Szinbád kimenője

## Művei
- Vásárlók könyve (JAK, 1997) ISBN 963-856-9662
- Erények könyve (Magvető, 1999) ISBN 963-14-2158-9
- Szőlőt venni (Magvető, 2001) ISBN 963-14-2252-6
- Fekete bársony (Jelenkor, 2006) ISBN 978-963-6764-54-8
- Orgia (Kalligram, 2016) ISBN 978-615-5603-49-5
- Szomszéd. Orgia előtt és után (Kalligram, 2018) ISBN 978-963-468-045-1
- Szép versek 1944 – Abszurd antológia (Kalligram, 2020)[4]
- Levegőt venni (Pesti Kalligram, 2022) ISBN 9789634682882
- Ólomszív (Pesti Kalligram, 2024) ISBN 9789634684718

## Díjai, elismerései
- Bródy Sándor-díj (1998)
- Látó-nívódíj (esszé) (2013)
- Déry Tibor-díj (2016)[5]
- Térey János-ösztöndíj (2020) (visszautasította)
- Erzsébetvárosi irodalmi ösztöndíj (2021)